# Псевдогіпоксія
Псевдогіпоксією називають стан, який імітує гіпоксію (нестачу кисню), але при якому наявна достатня кількість кисню, і при цьому порушується клітинне дихання через дефіцит необхідних коферментів, таких як NAD+ і тіамінпірофосфат (TPP).    Збільшення цитозольного співвідношення вільного NADН/NAD+ у клітинах (більше NADН, ніж NAD+) може бути спричинено діабетичною гіперглікемією та надмірним споживанням алкоголю.   Низький рівень TPP виникає внаслідок дефіциту тіаміну .  
Недостатність доступних NAD+ або TPP викликає симптоми, подібні до гіпоксії, тому що вони необхідні в першу чергу циклу Кребса для окисного фосфорилювання, і NAD+ меншою мірою для анаеробного гліколізу.  Окислювальне фосфорилювання та гліколіз є життєво важливими, оскільки ці метаболічні шляхи виробляють АТФ, молекулу, яка вивільняє енергію, необхідну для функціонування клітин.
Оскільки NAD+ або TPP недостатньо для аеробного гліколізу та окислення жирних кислот, переважає анаеробний гліколіз, який перетворює глікоген і глюкозу в піруват, а потім піруват в лактат (ферментація). Ферментація також генерує невелику кількість NAD+ з NADH, але його достатньо лише для підтримки анаеробного гліколізу. Надмірне використання анаеробного гліколізу порушує співвідношення лактат/піруват, викликаючи лактоацидоз. Зниження пірувату пригнічує глюконеогенез і збільшує вивільнення жирних кислот із жирової тканини. У печінці збільшення вмісту вільних жирних кислот у плазмі призводить до збільшення виробництва кетонів (надлишок яких викликає кетоацидоз). Збільшення вмісту вільних жирних кислот у плазмі крові, збільшення ацетил-КоА (накопичується внаслідок зниження функції циклу Кребса) і збільшення NADH сприяють підвищенню синтезу жирних кислот у печінці (надлишок якого викликає жирову хворобу печінки). 
Псевдогіпоксія також призводить до гіперурикемії, оскільки підвищений вміст молочної кислоти пригнічує секрецію сечової кислоти нирками. Також дефіцит енергії від пригніченого окисного фосфорилювання і призводить до посиленого обміну аденозинових нуклеотидів за допомогою міокіназної реакції та циклу пуринових нуклеотидів. 
Дослідження показали, що зниження рівнів NAD+ під час старіння викликає псевдогіпоксію, а підвищення ядерного NAD+ у старих мишей усуває псевдогіпоксію та метаболічну дисфункцію, таким чином змінюючи процес старіння.  Очікувалося, що дослідження з людським NAD почнуться в 2014 році. 
Псевдогіпоксія є ознакою, яка зазвичай спостерігається при погано контрольованому діабеті. 

## Реакції
При погано контрольованому діабеті, глюкоза не може проникнути в клітину і залишається у крові (гіперглікемія). Поліоловий шлях перетворює глюкозу на фруктозу, яка потім може проникати в клітину без інсуліну.   Окислювальне пошкодження клітин при цукровому діабеті пошкоджує ДНК і викликає активацію полімераз (АДФ-рибози) або PARP, таких як PARP1 . Обидва процеси зменшують доступний NAD+ . 
Під час катаболізму етанолу він перетворюється на ацетат, споживаючи NAD+.  Коли алкоголь споживається в невеликих кількостях, співвідношення NADН/NAD+ залишається достатньо збалансованим, щоб ацетил-КоА (перетворений з ацетату) використовувався для окисного фосфорилювання. Однак навіть помірна кількість алкоголю (1-2 склянки) призводить до більшої кількості NADH, ніж NAD+, що пригнічує окисне фосфорилювання. При хронічному надмірному вживанні алкоголю на додаток до алкогольдегідрогенази використовується мікросомальна система окислення етанолу (MEOS) . 

### Цукровий діабет

#### Поліольний шлях
D-глюкоза + NADPH → Сорбітол + NADP+ (каталізується альдозоредуктазою)
Сорбітол + NAD+ → D-фруктоза + NADH (каталізується сорбітолдегідрогеназою)

#### Полі (АДФ-рибоза) полімераза-1
Білок + NAD+ → Білок + АДФ-рибоза + нікотинамід (каталізується PARP1)

### Катаболізм етанолу

#### Алкогольдегідрогеназа
Етанол + NAD+ → Ацетальдегід + NADH + H+ (каталізується алкогольдегідрогеназою)
Ацетальдегід + NAD+ → Ацетат + NADH + H+ (каталізується альдегіддегідрогеназою)

#### MEOS
Етанол + NADPH + H+ + O 2 → Ацетальдегід + NADP+ + 2H 2 O (каталізується CYP2E1)
Ацетальдегід + NAD+ → Ацетат + NADH + H+ (каталізується альдегіддегідрогеназою)